# Zapalasaurus
Zapalasaurus („ještěr od města Zapala“) byl rod sauropodního dinosaura z čeledi rebbachisauridů, popsaného týmem paleontologů vedených Leonardem Salgadem v roce 2006. 

## Popis
Tento menší sauropodní dinosaurus o délce 9 metrů a hmotnosti kolem 2000 kilogramů žil v období spodní křídy (asi před 125 miliony let) na území současné provincie Neuquén v Argentině a patřil do nadčeledi Diplodocoidea.

## Zařazení
Tento rebbachisaurid mohl být blízce příbuzný například druhu Sidersaura marae, popsanému roku 2024 ze sedimentů souvrství Huincul na území Argentiny, a dále pak druhu Campananeyen fragilissimus, popsanému ve stejném roce rovněž z území Argentiny (souvrství Candeleros).